# ضريح خوجة أحمد يسوي

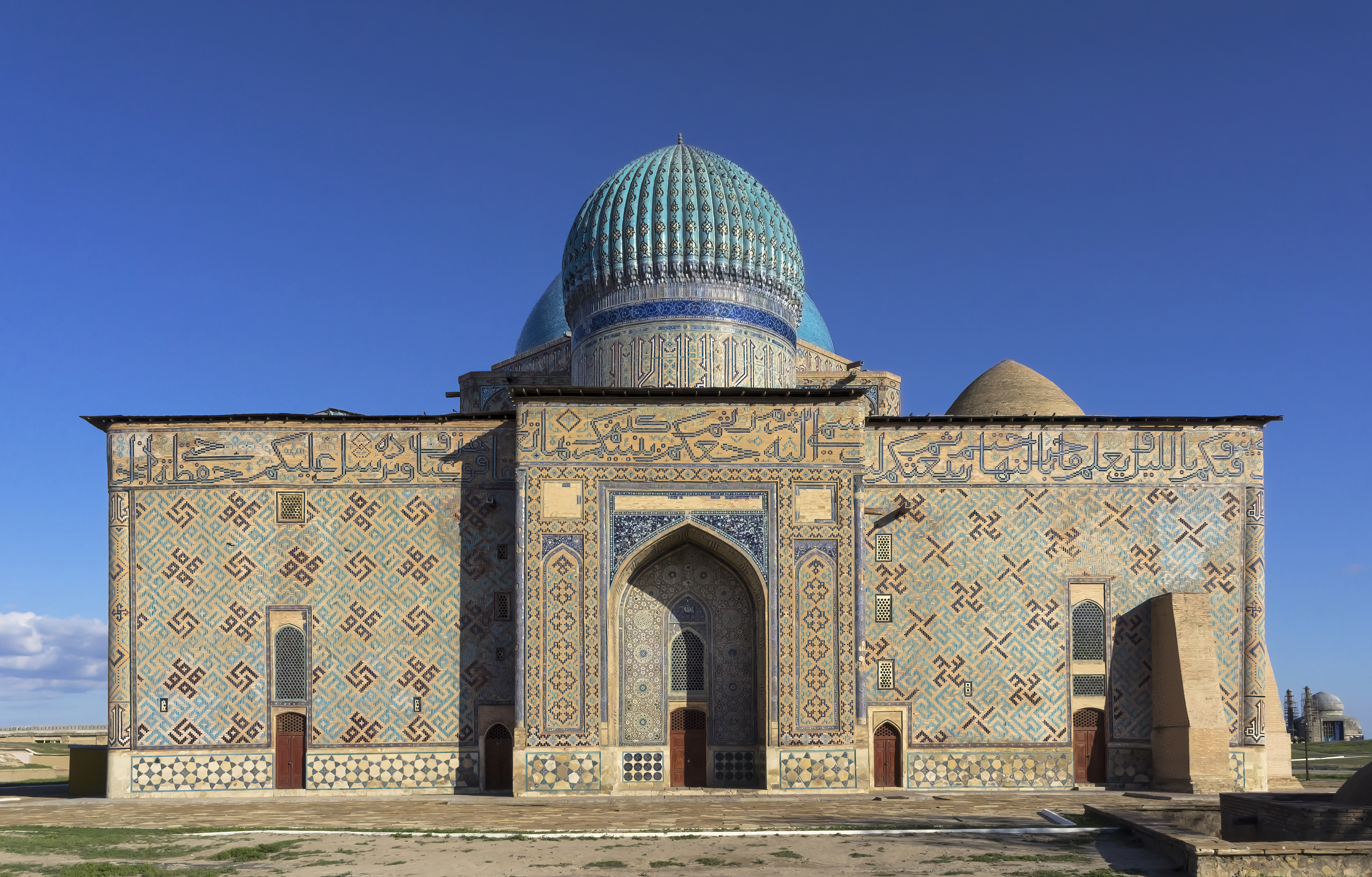
منظر لضريح خوجة أحمد يزاوي في تُرْكِستان ، كازاخستان.

ضريح خوجة أحمد يسوي تمّ إنشائه في مدينة ياسي المعروفة اليوم باسم تركستان جنوبي كازاخستان في عهد تيمورلنك من 1389 حتى 1405. في هذا المبنى حيث لا يزال بعض الأجزاء منه غير منتهية، اختبر المهندسون تجارب هندسيّةً وبنيويّةً جديدةً تمّ اعتمادها في ما بعد لبناء سمرقند عاصمة الامبراطوريّة التيموريّة.

## نبذة
في عام 2002، أصبح أول تراث كازاخي معترف به من قبل اليونسكو كموقع للتراث العالمي.
كلف تيمورلنك ببناء الهيكل الحالي في عام 1389 ليحل محل ضريح أصغر من القرن الثاني عشر للعام الصوفي الشهير، خوجة أحمد يسوي . أقام المقاولون المبنى بشكل مستطيل ارتفاعه 39 مترا من الغانتش (gantch)، وهو طوب مخبوز مصنوع من الملاط والصلصال، ووضع في أكبر قبة على الإطلاق في آسيا الوسطى . هذه القبة مزدوجة، مزينة بالقرميد الأخضر والذهب، وقياس ارتفاعها 18.2 مترا وقطرها 28 مترا.
المهندس المعماري الرئيسي هو خواجة حسين شيرازي. وقد بقي المبنى غير مكتمل عند وفاة تيمورلنك في 1405. كما منح قادة المستقبل له القليل من الاهتمام، وهو الآن من أكبر المباني المتبقيّة من العصر التيموري وتتمّ المُحافظة عليه بأفضل الطرق.

## أعلام
- خوجة أحمد يسوي